# Silent Rage
I Silent Rage sono un gruppo hair metal formatosi nel 1985 a Los Angeles, California.

## Storia
I Silent Rage si formarono nel 1985 a Los Angeles, ed esordirono nello stesso anno apparendo nella compilation Pure Rock con il brano "Make It Or Break It". Grazie a questa traccia, la band si fece notare dalla Chameleon Records con cui conclusero presto un contratto discografico. Il loro debutto discografico avvenne nel 1987 con l'album Shattered Hearts, prodotto dal noto Paul Sabu, che contribuì anche alla composizione di alcuni brani. Sabu si era costruito un'ottima reputazione di compositore e produttore, nonché artista nell'ambito dell'AOR, tuttavia la sua popolarità non si riflesse sui record di vendite. Dopo i moderati successi del debutto, il gruppo venne all'attenzione del talentscout e frontman dei Kiss Gene Simmons, che li convinse a firmare un contratto per la sua etichetta, la Simmons Records (distribuita dalla RCA) nell'agosto del 1988. Il batterista Jerry Grant venne poco dopo sostituito dall'ex-componente dei White Tiger (band dove militava l'ex Kiss Mark St. John) Brian James (Brian James Fox). Inoltre il cantante Timmy James Reilly cambiò nome in Jesse Damon. A questo punto, Simmons cercò di proporre un cambio di denominazione alla band, consigliando nomi come Hunger o Eight Ball. Quest'ultimo era come un'ossessione per Gene, tanto che aveva provato a rifilarlo anche al gruppo heavy metal giapponese EZO, anche questa sotto il suo management. I californiani optarono per il nome Hunger, prima di accorgersi che il titolo era già stato preso. Infine ripresero il nome dei Silent Rage, dopo alcuni problemi sorti con la loro precedente etichetta, la Chameleon. Nel frattempo parteciparono ad alcuni tour al fianco di Kingdom Come e Black Sabbath.
Il secondo album, Don't Touch Me There pubblicato nel 1990 (la quale copertina raffigurava il torso di Damon) venne prodotto, su consiglio di Simmons, nuovamente da Paul Sabu. Questo perché Simmons aveva apprezzato la formula adoperata per il debutto che egli aveva prodotto. Pat Regan e Mikey Davis inoltre parteciparono alla produzione del disco. Simmons consigliò anche di proporre la reinterpretazione degli Electric Light Orchestra "Can't Get Her Out Of My Head". I brani vennero composti da Damon e Simmons. Don't Touch Me There ottenne un buon successo, e da questo venne estratta la hit "Rebel With A Cause", poi trasmessa su MTV. Inoltre il disco raggiunse il primo posto nelle liste delle importazioni in Europa. Dopo che la RCA interruppe gli accordi con la Simmons Records, i Silent Rage si sciolsero per un periodo, ed intrapresero altri progetti.
E.J. e Mark suonarono in una cover band chiamata Band-X. Jesse Damon si dedicò alla carriera solista ma mantenne vivo il rapporto con Gene Simmons che lo faece partecipare ad alcune composizioni negli album dei Kiss Revenge e Psycho Circus.

### Reunion
Dopo oltre una decade di silenzio, i Silent Rage si riformarono nel 2001 ed annunciarono piani per pubblicare due album per la Z Records. Hawkins, Curcio e Damon parteciparono alle registrazioni del nuovo disco Still Alive, pubblicato nel 2002 e prodotto da Bob Ezrin (Kiss, Alice Cooper, Pink Floyd). Allo stesso tempo, la Z Records ripubblicò i loro vecchi album. Jesse Damon pubblicò il suo debutto solista The Hand That Rocks nel novembre 2002. Come da tradizione, anche questo disco conteneva una traccia scritta con Gene Simmons intitolata "Everybody Loves Somebody", e vide inoltre Paul Sabu alla produzione. Seguì poi il disco "Nothin' Else Matters", pubblicato ancora dalla Z Records.
I Silent Rage continuano tuttora l'attività, attorno a Los Angeles ed in giro per il mondo. La band ha recentemente suonato ad alcuni show con Dokken, Jackyl e L.A. Guns, ed in altre parti del mondo come alcuni festival in Inghilterra e Germania. Durante il settembre 2007 viene annunciato che i Silent Rage firmano per l'etichetta italiana Frontiers Records per un nuovo album. Le tracce vennero realizzate sotto la produzione del chitarrista dei Guns N'Roses e Rock Star Supernova Gilby Clarke ai Redrum Recording Studios di Los Angeles. L'album, dal titolo Four Letter Word, vide la luce nel 2008.

## Formazione
Attuale
- Jesse Damon (Timmy James Reilly) - voce, chitarra
- E.J. Curse (E.J. Curcio) - basso, voce
- Mark Hawkins - chitarra ritmica
- Rodney Pino - batteria

Ex componenti
- Jerry Grant - batteria
- Brian James (Brian James Fox) - batteria

## Discografia
- 1987 – Shattered Hearts
- 1989 – Don't Touch Me There
- 2002 – Still Alive
- 2008 – Four Letter Word